# Dihydroergotoksyna
Dihydroergotoksyna (ang. dihydroergotoxine) – lek hamujący układ nerwowy współczulny, mieszanina trzech składników znajdujących się w sporyszu: dihydroergokorniny, dihydroergokrystyny i dihydroergotaminy. Lek poprawia zaburzoną przez niedotlenienie czynność mózgu, zmniejsza napięcie ścian naczyń krwionośnych, zwalnia czynność serca, obniża ciśnienie krwi.

## Mechanizm działania
Uwodornione alkaloidy sporyszu – przetrwalnika Buławinki czerwonej (łac. Claviceps purpurea) – powodują zwiększenie przepływu krwi przez obwodowe naczynia krwionośne na skutek blokowania receptorów α1-adrenergicznych. Powoduje to zwiększenie przepływu krwi przez kończyny, znosząc lub hamując objawy chromania przestankowego, występujące na skutek zmian miażdżycowych w naczyniach, w chorobie Buergera, w zespole Raynauda, a także w samorodnej sinicy kończyn (akrocyjanozie), odmrożeniach.

## Wskazania
- stany skurczowe obwodowych naczyń krwionośnych
- niewydolność krążenia mózgowego
- migrena
- objawy zespołu szyjnego
- wstrząs pourazowy i pooperacyjny
- chromanie przestankowe
- nadciśnienie u osób w podeszłym wieku
- wspomaganie osłabionej pamięci u osób w podeszłym wieku

## Przeciwwskazania
- nadwrażliwość na lek
- zaburzenia funkcji wątroby lub nerek
- psychozy
- obniżone ciśnienie tętnicze
- bradykardia

## Działania niepożądane
Najczęściej występujące objawy niepożądane w postaci zaburzeń gastrycznych i rzadkoskurczu są spowodowane ich działaniem cholinomimetycznym. Z pozostałych działań należy wymienić:
- nudności
- wymioty
- bóle i zawroty głowy
- skórne reakcje alergiczne
- porfiria
- zaburzenia widzenia
- zwolnienie czynności serca
- hipotonia ortostatyczna

## Preparaty
- Dihydroergotoxinum aethanosulfonicum – tabletki podjęzykowe 0,25 mg, krople 0,001 g/ml

## Dawkowanie
Dawkę i częstotliwość stosowania ustala lekarz. Zwykle tabletki i krople stosuje się doustnie lub podjęzykowo początkowo 0,25 mg dziennie, stopniowo zwiększając dawki do 1,5–2 mg/dobę w 3 lub 4 dawkach podzielonych.